# Unduavi
Unduavi ist eine Ortschaft im Departamento La Paz im südamerikanischen Anden-Staat Bolivien.

## Lage im Nahraum
Unduavi ist eine Ortschaft im Municipio Yanacachi in der Provinz Sud Yungas. Die Ortschaft liegt in einer Höhe von 3517 m am Berghang oberhalb des nördlichen, linken Ufer des Río Unduavi und ist verkehrstechnisch in erster Linie eine Kontrollstation, an der die Coca-Transporte aus den Yungas-Flusstälern zu den Metropolen La Paz und El Alto kontrolliert werden.

## Geographie
Unduavi liegt am Ostrand der Cordillera Real am Rand der Yungas-Region, die den Übergang zwischen dem Hochland der Anden (Altiplano) und dem tropischen Tiefland mit dem Amazonas-Regenwald bildet. Das Klima in dieser Höhe ist ein typisches Tageszeitenklima, bei dem die mittleren Temperaturschwankungen im Tagesverlauf deutlicher ausfallen als im Jahresverlauf.
Die Jahresdurchschnittstemperatur der Ortschaft liegt bei 17,4 °C (siehe Klimadiagramm Chuspipata), die Monatsdurchschnittswerte schwanken zwischen 15 °C im Juni/Juli und 19 °C im November/Dezember. Die durchschnittlichen Tageshöchsttemperaturen liegen ganzjährig zwischen 23 °C und 26 °C, die nächtlichen Tiefstwerte betragen im langjährigen Durchschnitt etwa 6 °C im Juni/Juli und 13 °C von Dezember bis Februar. Der durchschnittliche Jahresniederschlag beträgt 725 mm, mit einer Trockenzeit bei Monatswerten von unter 20 mm von Mai bis August und Monatshöchstwerten von mehr als 100 mm von Dezember bis Februar.

## Verkehrsnetz
Unduavi liegt in einer Entfernung von 60 Straßenkilometer nordöstlich von La Paz, der Hauptstadt des gleichnamigen Departamentos.
Von La Paz führt die asphaltierte Nationalstraße Ruta 3 in nordöstlicher Richtung bis Unduavi und weiter nach Cotapata und Caranavi in den bolivianischen Voranden. In Unduavi zweigt die unbefestigte Ruta 25 in südöstlicher Richtung ab und führt über Chulumani weiter nach Inquisivi und Independencia (Ayopaya), sie trifft nach 481 Kilometern bei Vinto auf die Ruta 4, die nach weiteren fünfzehn Kilometern Cochabamba erreicht.

## Bevölkerung
Die Einwohnerzahl von Unduavi ist in den vergangenen beiden Jahrzehnten deutlich zurückgegangen:
| Jahr | Einwohner         | Quelle       |
| ---- | ----------------- | ------------ |
| 1992 | 138               | Volkszählung |
| 2001 | 80                | Volkszählung |
| 2012 | keine Detaildaten | Volkszählung |
| 2024 |                   | Volkszählung |

Die Ortschaft weist einen hohen Anteil an Aymara-Bevölkerung auf.